# Elizabeth Craven

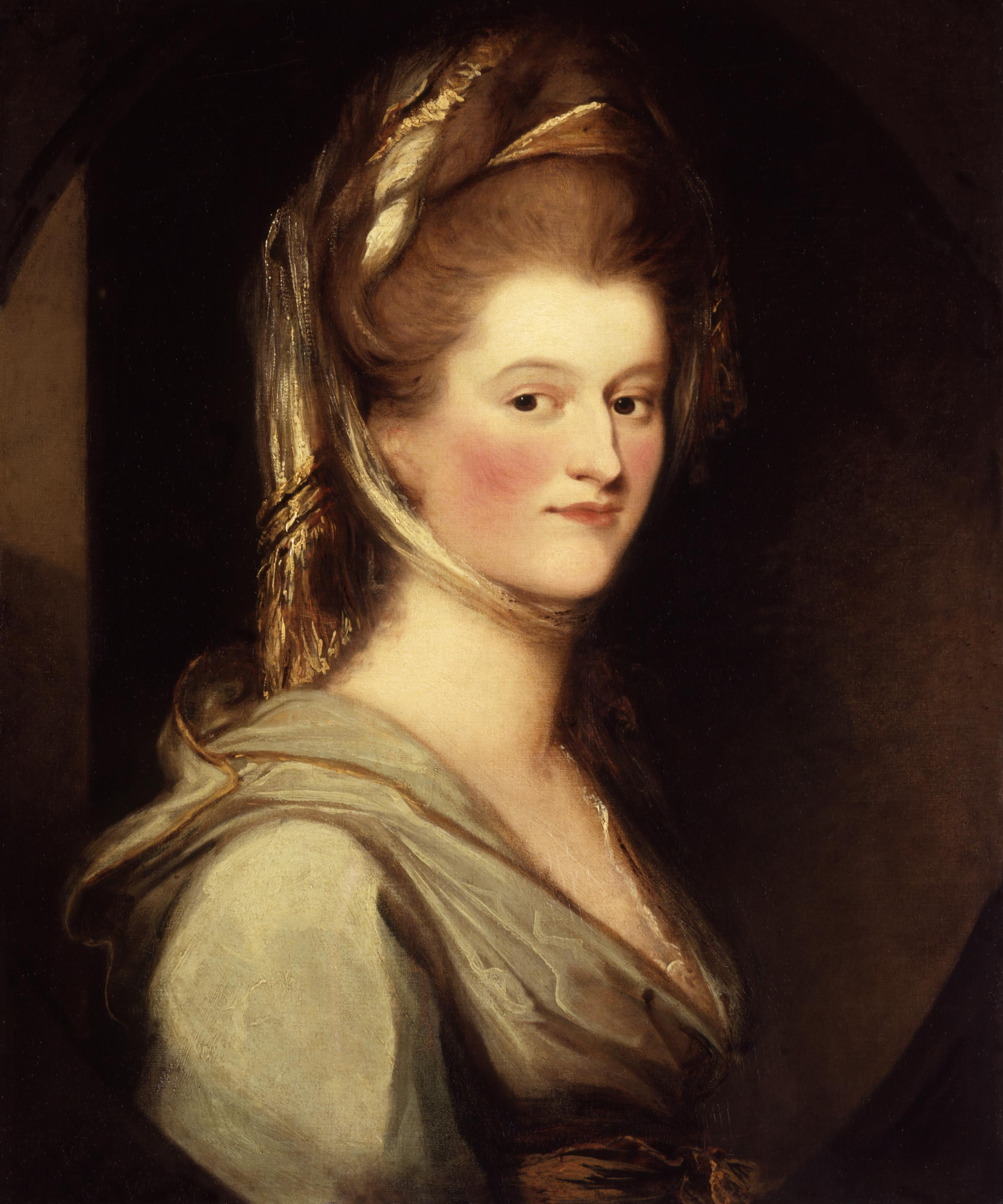
Lady Elizabeth Craven

Elizabeth Craven, z domu Berkeley, margrabina von Brandenburg-Ansbach-Bayreuth (17 grudnia 1750 w Spring Gardens w Middlesex – 13 stycznia 1828 w Neapolu), brytyjska arystokrata i pisarka, córka Augustusa Berkeleya, 4. hrabiego Berkeley i Elizabeth Drax, córki Henry’ego Draxa.
30 maja 1767 r. w kościele St. Martin-in-the-Fields, poślubiła Williama Cravena, 6. barona Craven (11 września 1738 – 26 września 1791), syna Johna Cravena i Mary Hickes, córki Baptista Hickesa. William i Elizabeth mieli razem dwóch synów i dwie córki:
- Arabella Craven (zm. 9 czerwca 1819), żona generała Fredericka St Johna, miała dzieci
- Maria Margaret Craven (26 kwietnia 1769 – 9 marca 1851), żona Williama Molyneuxa, 2. hrabiego Sefton, miała dzieci
- William Craven (1 września 1770 – 30 lipca 1825), 1. hrabia Craven, ożenił się z Luisą Brunton, miał dzieci, m.in.:
  - Louisa Elizabeth Fredericka Craven (zm. 20 października 1858), żona George’a Johnstone’a, 7. baroneta, i Alexandra Oswalda, miała dzieci, jej córka poślubiła 7. hrabiego Hardwicke
  - William Craven (18 lipca 1809 – 25 sierpnia 1866), 2. hrabia Craven, ożenił się z Emily Grimstone, miał dzieci, m.in.:
    - Elizabeth Charlotte Louisa Craven (1836 – 8 marca 1919), żona Arthura Egertona, 3. hrabiego Wilton, i Arthura Pryora, nie miała dzieci
    - Evelyn Mary Craven (1839 – 7 listopada 1924), żona lorda George’a Brudenell-Bruce’a, Henry’ego Coventry i George’a Riddella, matka 4. markiza Ailesbury
    - George Craven (16 marca 1841 – 7 grudnia 1883), 3. hrabia Craven
    - Blanche Craven (1842 – 16 marca 1930), żona George’a Coventry, 9. hrabiego Coventry, miała dzieci
    - Beatrix Jane Craven (8 sierpnia 1844 – 9 lutego 1907), żona George’a Cadogana, 5. hrabiego Cadogan, miała dzieci
- generał-major Henry Augustus Berkeley Craven (21 grudnia 1776 – 1836), ożenił się z Marie Thebhault, nie miał dzieci

Małżeństwo Williama i Elizabeth nie było szczęśliwe. Elizabeth prowadziła swobodny tryb życia i była zamieszana w kilka skandali. Była blisko związana z Samuelem Johnsonem, Jamesem Boswellem i Horace’em Walpolem, który opublikował jej pierwsze prace. Były to: Lunatyk ("The Sleep-Walker", przekład z francuskiego "La somnambule") z 1778 r., Współczesne anegdoty o starożytnej rodzinie Kinkvervankotsdarsprakengotchdernów ("Modern Anecdotes of the Ancient Family of Kinkvervankotsdarsprakengotchderns") z 1779 r. i Miniatura ("The Miniature Picture") z 1781 r. Te utwory nie zyskały jednak ciepłego przyjęcia w Londynie.
W międzyczasie zakończyło się małżeństwo Elizabeth z Williamem. W 1780 r. małżonkowie znaleźli się w separacji. Lady Elizabeth opuściła wówczas Wielką Brytanię i zamieszkała we Francji, często podróżując po kontynencie. Podczas swoich podróży odwiedziła Włochy, Austrię, Polskę, Rosję, Turcję i Grecję. W 1789 r. wydała dziennik z podróży do Turcji, pt. Podróż przez Krym do Konstantynopola ("A Journey through the Crimea to Constantinople"), w którym zawarła wiele niepochlebnych opinii o Turkach i ich państwie.
Podczas swoich podróży lady Elizabeth odwiedziła małe niemieckie państewko Ansbach. Poznała tam margrabiego Chrystiana Fryderyka Karola Aleksandra von Brandenburg-Ansbach-Bayreuth, hrabiego von Sayn i księcia pruskiego (24 lutego 1736 – 5 stycznia 1806), syna Karola Wilhelma Fryderyka, margrabiego von Brandenburg-Ansbach-Bayreuth, i Fryderyki Ludwiki, córki Fryderyka Wilhelma I, króla pruskiego. Kiedy w 1791 r. zmarł lord Craven, Elizabeth poślubiła margrabiego Chrystiana 30 października 1791 r. w Lizbonie. Od śmierci jej męża minęły 34 dni. Chrystian i Elizabeth nie mieli razem dzieci.
W 1792 r. bezdzietny margrabia sprzedał swoje państwo królowi Prus, Fryderykowi Wilhelmowi II, i osiadł wraz z żoną w Hammersmith, gdzie wybudował rezydencję Brandenburg House. Margrabia zmarł w 1806 r.
Margrabina tymczasem pisała kolejne utwory, w większości przeznaczone na prywatny, domowy użytek. Były to m.in. Duch z Yorkshire ("Yorkshire Ghost") z 1799 r., Kot w butach ("Puss in Boots") z 1805 r. i Miłość w Konwencie ("Love in Convent") i in. Do tych trzech sztuk margrabina osobiście napisała muzykę. Jedna z jej sztuk, Gruzińska księżniczka ("Georgian Princess"), została w 1799 r. wystawiona w Covent Garden. Było to wielkie wydarzenie, zwłaszcza że margrabina nie cieszyła się sympatią londyńskiego establishmentu i samego króla Jerzego III.
Po śmierci swojego drugiego męża, Elizabeth ponownie wyruszyła w podróż po kontynencie. W 1814 r. wydała Listy Wielce Honorowej Lady Craven do Jego Najjaśniejszej Wysokości Margrabiego Ansbach, podczas jej podróży przez Francję, Niemcy i Rosję pisane w latach 1785-1786 ("Letters from the Right Honorable Lady Craven, to his serene highness the margrave of Ansbach, during her travels through France, Germany and Russia in 1785 and 1786"). Niedługo przed śmiercią, w 1826 r., wydała swoje Wspomnienia ("Memoirs"). Zmarła w Neapolu w 1828 r. i tam została pochowana na Cimitero acattolico di Santa Maria della Fede.